# Гутфріт I (король Йорвіку)
Гутфріт I (*Guðrøðr I, д/н —24 жовтня 895) — король Йорвіку у 883—895 роках.

## Життєпис
За відомостями Симеона Даремського був рабом. Втім відомо, що був сином Хардикнута, ім'я якого вказує на данське або норманське походження. Можливо гутфріт був норманом, потрапивши у полон до данів. Разом з тим в часи міжкоролів'я, що настало у 877 слідом за загибеллю короля Гальфдана Рагнарсона.
За підтримки абата Кутберта на загальних зборах вікінгів в пагорбі Освіндун Гутфріта було обрано новим королем Йорвіку. Вважається, одним з перших королів-християн Йорвіку. У 889 році завдав поразки Дональду II, королю Шотландії, який вдерся до Берніції, що перебувала під зверхністю Йорвіку.
В часи свого правління Гутфріт I більше уваги приділяв розселенню данів та норманів у південній Нортумбрії, яким було роздано численні маєтності. Разом з тим намагався захищати монастирі від грабунків.
Помер у 895 році в Йорвіку. Йому спадкував Сігфріт I.